# جاتي
جاتي الأول (المعروف أيضاً بـجاتي) كان أميرًا في مصر القديمة خلال الأسرة المصرية الرابعة. كان مشرفًا على بعثة ملكية.
جاتي كان ابن الملكة مرس عنخ الثانية، ابنة الملك خوفو. شقيقات جاتي هن نفرتكاو الثالثة ونبتي تبي إتس.
نظرًا لأن جاتي كان يحمل لقب "ابن الملك من جسده (سا نيسوت إن غتف)"، يُفترض أنه كان ابن أحد الملوك. من المعروف أن مرس عنخ الثانية تزوجت ملكًا بعد وفاة زوجها الأول حورباف. سيكون هذا الملك والد جاتي – إما ددف رع أو خفرع. ومع ذلك، قد يكون جاتي قد حصل على لقبه لأنه كان حفيد خوفو.
كان جاتي متزوجًا ولديه ابن يُدعى جاتي الثاني. ومن الممكن أن يكون لديه أبناء آخرين.
بعد وفاته، دفن جاتي في المقبرة المعروفة بـ G 7810. هذه المقبرة عبارة عن مصطبة في مجمع أهرامات الجيزة. في المقبرة، تم تصوير زوجته وابنه. يوصف جاتي الثاني بأنه الابن الأكبر لجاتي الأول.